# Françoise Barré-Sinoussi
Françoise Barré-Sinoussi (født 30. juli 1947) er en fransk virusforsker, der sammen med Luc Montagnier opdagede hiv. For dette arbejde tildeltes de i 2008 nobelprisen i fysiologi eller medicin (delt med Harald zur Hausen).